# 朝陽 (プロレスラー)
朝陽（あさひ、2002年10月19日 - 2024年2月1日）は、日本の女子プロレスラー。身長151cm、体重52kg。Actwres girl'Z所属。群馬県出身。

## 所属
- アイスリボン（2017年 - 2023年）
- Actwres girl'Z（2023年4月 - レンタル移籍、2023年9月 - 完全移籍）

## 来歴・戦歴
アイスリボンが開くプロレスサークルに中学一年生のころに参加。サークルでのリングネームは「ゆうひ」。
2017年
- 5月3日、「Teens～Final」で行われたプロサー生によるエキシビションマッチを逆さ押さえ込みで勝利。試合後に紫雷美央にプロの練習生になりたいと入門を直訴し練習生となる。
- 8月27日、後楽園ホール大会にて豊田真奈美とのシングルマッチにてデビュー。豊田がデビュー戦の相手を務めるのはこれが最後であった。

2018年
- 3月の合格発表までは大会を欠場。埼玉県内の高校に合格しアイスリボンの選手寮に入寮。
- 4月8日、アイスリボン両国KFCホール大会で「6人タッグかしましトーナメント」に1回戦で星いぶき、つくしとの「りとるーず」で長崎まる子、桃野美桜、弓李の「マブダチ♥厨2病卍卍」と対戦し敗北。
- 11月23日、地元群馬で開催された大日本プロレスみどり市民体育館大会での試合提供兼爆女王タイトルマッチ前哨戦に参加（パートナーは藤本つかさ、相手は世羅りさ・雪妃真矢）。この大会は太田市出身の植木嵩行のデビュー5周年と、前橋市に個人事務所を置いている浜亮太の10周年を記念した大会であり、大日本の登坂栄児社長は提供試合を組む段階で最初に群馬出身の朝陽を指名している[3]。

2019年
- 9月8日の試合後、8月の試合で熱中症の症状によりレフェリーストップ負けを喫したトラウマから「試合恐怖症」を告白。14日の横浜文化体育館大会直前に帰郷命令が下り、欠場[4]。
- 11月16日の道場マッチ入場式にてエキシビジョンを直訴し、藤本つかさと3分間のエキシビジョンを行った。
- 11月23日、ラジアントホール大会でテキーラ沙弥を相手に復帰戦を行う。本来であれば9月14日の横浜文化体育館大会から着る予定であった新コスチューム（大畠美咲のコスチュームを参考にしたもの）と新リングシューズを着用して試合に臨んだ。結果は8分32秒グランマエストロデテキーラで敗れるも、試合は終始楽しそうに笑顔が多くみられる中で行われた。なお、この日からサインも変わり本人も「朝陽第2章スタート」と語っている。
- 12月14日の道場マッチでは第1試合で世羅りさと対戦し、「世羅さんの弱点はお尻です」と執拗にお尻を叩く悪ガキぶりを披露。なお、試合後の売店などでもお尻を叩く行為は続いた。
- 12月31日、後楽園ホールで行われた「テキーラ沙弥引退興行 RIBBONMANIA2019」で、オレンジサンライズとしてガントレットマッチに参加。バニー及川から新技「ビクトリーサンライズ」でスリーカウントを奪い、念願の初勝利を手にした。実にデビューから2年4か月、137試合目での自力勝利。

2020年
- 1月3日、新春道場マッチでのバトルロイヤルを制して自身2連勝を飾る。
- 1月4日のラジアントホール大会で柊くるみ、Yappy組と対戦（パートナーは藤田あかね）。Yappyからスクールボーイで勝利して自身3連勝。またオレンジサンライズは結成から無敗を継続。同日の第4試合終了後に藤本つかさ、つくし組の持つインターナショナル・リボンタッグ王座への挑戦を直訴し快諾され、初のベルト挑戦となる。
- 1月11日、道場マッチにてドロップキッカーズの歴史やアイスリボンの4重の輪（1重はアイスリボンの選手、2重は今日ここにいるお客さん、3重は今日ここにこれなかったお客さん・4重はこれからアイスリボンのファンになるお客さん）の話をして藤本つかさより「アイスリボンの辞書」の称号を得る。
- 1月13日、SKIPシティ大会にてパートナー藤田あかねと組んでオレンジサンライズとして藤本つかさ＆つくしのドロップキッカーズが持つインターナショナル・リボンタッグ王座へ挑戦（朝陽は初タイトルマッチ）も敗戦。
- 年明けから3週連続で週刊プロレスの記事に掲載される。
- 2月24日、後楽園ホール大会後から学業優先のための休業に入る。
- 8月9日、横浜文化体育館大会にて休業から復帰。藤田あかねとのオレンジサンライズで、青野未来・紫雷美央（欠場の石川奈青に代わり1日限定復帰）と対戦し、紫雷美央からビクトリーサンライズで勝利を挙げる。
- 9月5日、ラジアントホール大会で同期の青野未来からフォール勝ちを飾り、宮城もち・柊くるみの持つリボンタッグのベルトに挑戦表明をする。
- 9月12日道場マッチ・9月13日SKIPシティ大会を欠場。
- 10月3日、ラジアントホール大会開始前に学業優先のため高校卒業までは休業となることが発表される。

2021年
- 4月3日、アイスリボン道場興行に、佐藤肇（代表取締長）と登場、高校を卒業しネオプラスに就職したことを報告。また昨年の休業理由が「うつ病」の発症だったことを公表した。選手としての復帰は未定だが自身は選手復帰を希望している。
- 7月24日の後楽園ホール大会にてリングに上がり、8月9日横浜武道館にて復帰することを発表。
- 8月9日、横浜武道館大会のP'sParty提供試合8人タッグにて復帰（パートナーは杏ちゃむ＆Yappy＆塚田しずく、対戦相手は進垣リナ＆向後桃＆バニー及川＆海樹リコ）し、進垣リナに敗北。
- 8月14日、道場マッチにて石川奈青にダブルリスト・アームサルトで勝利。長期欠場明けからの初勝利となる。
- 9月11日から開幕となった道場マッチ限定リーグ戦「Wrestle Arena League ～Queen of 10Minutes～」（以下WAL）の初日、世羅りさと対戦し敗北。
- 9月25日、脚の不調により暫くの欠場が発表される。
- 11月3日の道場マッチにて練習生キクのエキシビジョン相手を務める。
- 11月6日、道場マッチにて行われたWAL公式戦のvs雪妃真矢で復帰するも敗北。
- 11月13日、大田区総合体育館大会にて高校生時代の同級生でありネオプラスの同僚でもある松下楓歩のデビュー戦の対戦相手を務め勝利。
- 11月24日、星いぶきの尾骨骨折による欠場によりWALは朝陽の不戦勝となり、勝点2で終了となる。
- 12月4日、道場マッチにて松下楓歩と初タッグ結成。以降、タッグ名が「1年9組」となる。

2022年
- 1月9日、SKIPシティ大会にて楓歩とのタッグでSAKI&清水ひかりと対戦し敗北。以降抗争となる。
- 3月20日の後楽園ホール大会にて、かつてファン時代に朝陽の親族がイベントで入手した藤本つかさのコスチュームを手直ししたものを着用して出場。
- 3月30日、Youtubeメンバーシップ限定配信大会「CLUB ICERIBBON MATCH vol.2」にて行われた「9選手8人掛けシングルマッチ 1分1本勝負」に出場。通算成績2勝1敗13分けで完走。
- 4月2日、横浜ラジアントホール大会にて行われた次期ICEx∞挑戦者決定戦にて星いぶきと対戦し勝利。5月4日横浜武道館大会で行われるICEx∞選手権試合の挑戦者となる。
- 4月15日『後楽園ホール60周年還暦祭』に6人タッグマッチで出場[5]。
- 4月30日、後楽園ホールにて行われたICEx∞王座戦の前哨戦となる6人タッグ戦で王者の春輝つくしからカンクーン・トルネードで直接の勝利。
- 5月4日、横浜武道館大会にてトリプルメインイベントの一つとして行われたICE×∞選手権試合にて王者である春輝つくしに挑戦するも敗北。同日引退するつくしが王座保持のまま引退が確定となった。
- 6月11日、道場マッチにて行われたICE×∞王座決定トーナメント1回戦のvs本間多恵に敗北。
- 6月26日、後楽園ホール大会にてまなせゆうな＆トトロさつきの保持するインターナショナル・リボンタッグ王座に1年9組で挑戦するも敗北。
- 12月31日、後楽園ホール大会のメインにて安納サオリの保持するICEx∞に挑戦するも敗北。

2023年
- 3月16日、道場にて記者会見が行われ、4月よりActwres girl'Zへレンタル移籍することを発表。
- 4月1日、大田区産業プラザPiO小展示ホールにて行われた「ACTwrestling 蒲田公演」にて初舞台、オープニングのダンスにも参加。入江彩乃とのタッグで松井珠紗&山田奈保と対戦し勝利。試合後、松井・山田との共闘を宣言。
- 9月1日、Actwres girl'Zへ完全移籍することを発表。
- 10月15日 CatMASK calicoも、この日の試合後に松井、山田との共闘を宣言。

2024年
- 2月1日、不慮の事故で死去[2]。享年21歳。訃報は2月5日にActwres girl'Zより公表された[2]。なお、Actwres girl'Zのアドバイザーである風香は事故の詳細は伏せつつも「試合や練習中のことではありません」とブログで明らかにしている[6]。

## 入場曲
- サンライズ

## 得意技
- ダブルリストアームサルト
- カンクーントルネード
- ビクトリーサンライズ

高角度からの変形エビ固め。
- 椎名さんのヘアー

走り込んで相手の頭を掴んでマットに叩きつけるフェイスバスター。椎名由香から千春が継承したものを受け継いだ。
- 619
- キャトルミューティレーション
- ライジングサン
- ゆりかもめ
- サンシャイン